# Bleed Like Me
Bleed Like Me este cel de-al patrulea album de studio al formației de rock alternativ Garbage. Albumul a fost lansat pe 11 aprilie 2005 la casele de discuri A&E Records și Geffen (America de Nord). Vocalistul trupei Foo Fighters și fostul baterist Nirvana, Dave Grohl, a performat la tobe la prima piesă, „Bad Boyfriend”.
Piesele lansate ca single au fost „Why Do You Love Me”, „Sex Is Not the Enemy”, „Bleed Like Me” și „Run Baby Run”.

## Conținut
Toate piesele au fost compuse de Garbage.
1. "Bad Boyfriend" – 3:46
2. "Run Baby Run" – 3:58
3. "Right Between the Eyes" – 3:55
4. "Why Do You Love Me" – 3:54
5. "Bleed Like Me" – 4:01
6. "Metal Heart" – 3:59
7. "Sex Is Not the Enemy" – 3:06
8. "It's All Over But the Crying" – 4:39
9. "Boys Wanna Fight" – 4:16
10. "Why Don't You Come Over" – 3:25
11. "Happy Home" – 6:00